# Sepp Rittler
Sepp Rittler (* 4. August 1892 in Fels am Wagram; † 12. Dezember 1942 in Stockerau) war ein österreichischer Heimatdichter und Gründer der Niederösterreichischen Presse.

## Leben
Rittlers Eltern betrieben in Fels am Wagram eine Gastwirtschaft und förderten ihren Sohn, sodass dieser die Handelsschule in Wien-Strebersdorf besuchen und danach das damalige Österreich, Ungarn, weiters Nord- und Süddeutschland, Holland, Belgien, Frankreich, Italien und auch den Balkan bis Konstantinopel bereisen konnte. Bereits in dieser Zeit verfasste er Volks- und Heurigenlieder. Erste berufliche Schritte setzte er als Redaktionsbeamter bei der Stuttgarter Zeitung.
Er war Soldat im Ersten Weltkrieg und wurde 1917 Kriegsinvalide. Bis zum Ende der Monarchie war er Schreibkraft im  k.u.k. Kriegsministerium. 1918 zog er nach Kirchberg am Wagram, heiratete und wurde Vater zweier Kinder. Als Invalide arbeitete er am Kirchberger Steueramt und später bei der Bezirkshauptmannschaft Tulln, danach war er Bahnbeamter und Rechtsanwaltsgehilfe. Ebenso war er Wirt im Kirchberger Bahnhofsbuffet und als Kirtags- und Marktstandler tätig. Nebenbei nahm er eine Stelle als Versicherer bei der Anglo-Elementar-Versicherung. an und wurde bald Gebietsvertreter für ganz Niederösterreich.
1928 gründete er die „Niederösterreichische Presse“, eine Wochenzeitung, die 1929 mit dem „Kremser Volksblatt“ zum „Niederösterreichischen Volksblatt“ vereinigt wurde. Zum 21. Oktober 1931 trat er der NSDAP bei (Mitgliedsnummer 895.460).
Sepp Rittler schrieb mehr als 100 Einakter und zahlreiche Mundartgedichte. 
Seine Gedichte fanden Aufnahme in die Anthologie „Dichtung aus Niederösterreich“ – herausgegeben vom NÖ. Bildungs- und Heimatwerk, Wien 1971.

## Werke (Auswahl)

### Theaterstücke
- „‘s Ghoamnis“ – ein Volksstück mit Gesang und Tanz in drei Akten mit Musik von Rudolf Kronegger, das in Krems uraufgeführt wurde.
- „Räuberhauptmann Grasl“ – ein Lustspiel, das oft gespielt wurde.
- „Der Schatz im Keller“ – eine Posse mit Musik von Bernhard Kaempfner
- „Das Jungfernstüberl“ – Ein Stück, das laut Pfarrchronik Kirchberg (1931) beim katholischen Publikum Empörung hervorrief und Sepp Rittler und die Pfarrherren entzweite.

### Liedertexte
- „I kenn zwa blinde Musikanten“
- „Mei Schatzerl is a Schaffnerin“, diese beiden Lieder wurden von Robert Stolz vertont,
- „Kampflied der Wiener“, Melodie von Carl Michael Ziehrer.

## Trivia
Nach ihm ist die Sepp-Rittler-Straße in Kirchberg am Wagram benannt.